# Oeiras indoor 2024
L'Oeiras indoor 2024 è stato un torneo maschile tennis professionistico. È stata la 3ª edizione del torneo, facente parte della categoria Challenger 50 nell'ambito dell'ATP Challenger Tour 2024, con un montepremi di 36 000 €. Si è giocato dal 1º al 6 gennaio 2024 sui campi in cemento indoor del Complexo de Ténis do Jamor di Oeiras, in Portogallo.

## Partecipanti

### Teste di serie
| Nazionalità | Giocatore       | Ranking* | Testa di serie |
| ----------- | --------------- | -------- | -------------- |
| Portogallo  | Henrique Rocha  | 246      | 1              |
| Portogallo  | João Sousa      | 249      | 2              |
| Turchia     | Cem İlkel       | 255      | 3              |
| Francia     | Maxime Janvier  | 258      | 4              |
| Bulgaria    | Adrian Andreev  | 265      | 5              |
| Francia     | Valentin Royer  | 276      | 6              |
| Francia     | Mathias Bourgue | 278      | 7              |
| Belgio      | Michael Geerts  | 286      | 8              |

* Ranking al 25 dicembre 2023.

### Altri partecipanti
I seguenti giocatori hanno ricevuto una wild card per il tabellone principale:
- João Domingues
- Jaime Faria
- Tiago Pereira

I seguenti giocatori sono entrati in tabellone con il ranking protetto:
- Nicolás Álvarez Varona
- Paul Jubb

I seguenti giocatori sono passati dalle qualificazioni:
- Samuel Vincent Ruggeri
- Jahor Herasimaŭ
- Jay Clarke
- Noah Rubin
- Kenny de Schepper
- Alastair Gray

Il seguente giocatore è entrato in tabellone come lucky loser:
- Vadym Ursu

## Punti e montepremi
| Torneo    | Torneo              | V     | F     | SF    | QF    | 2T  | 1T  | Q | Q2  | Q1  |
| Singolare | Punti               | 50    | 30    | 17    | 9     | 4   | 0   | 3 | 1   | 0   |
| Singolare | Premi in denaro (€) | 4 910 | 2 950 | 1 735 | 1 000 | 600 | 360 | – | 180 | 110 |
| Doppio    | Punti               | 50    | 30    | 17    | 9     | –   | 0   | – | –   | –   |
| Doppio    | Premi in denaro (€) | 1 900 | 1 110 | 670   | 390   | –   | 225 | – | –   | –   |

## Campioni

### Singolare
Maks Kaśnikowski ha sconfitto in finale  Gastão Elias con il punteggio di 7–6(1), 4–6, 6–3.

### Doppio
Jay Clarke /  Marcus Willis hanno sconfitto in finale  Théo Arribagé /  Michael Geerts con il punteggio di 6–4, 6(9)–7, [10–3].